# Tayloria splachnoides
Tayloria splachnoides là một loài rêu trong họ Splachnaceae. Loài này được (Schleich. ex Schwägr.) Hook. mô tả khoa học đầu tiên năm 1816.